# Pyroxène

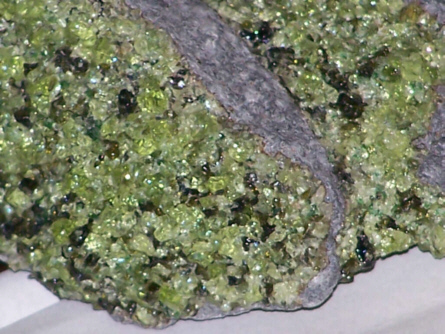
Xénolithe de péridotite, échantillon du manteau lithosphérique (San Carlos, Gila Co., Arizona, États-Unis). Le xénolithe est dominé par l'olivine (forstérite) vert-miel, avec de l'orthopyroxène (enstatite) noir et des cristaux de spinelle, et de rares grains de clinopyroxène (diopside) vert-bouteille. La roche à grain fin gris dans cette image est le basalte hôte. (Échelle inconnue)

Les pyroxènes (du grec πῦρ / pūr, « feu » et ξένος / xénos, « étranger » : « étranger au feu ») sont une famille de minéraux du groupe des inosilicates. Ce sont des composants courants des roches magmatiques et métamorphiques. Ils sont apparentés aux amphiboles, dont ils se distinguent notamment par leur caractère anhydre (absence de groupes OH) et leurs directions de clivage.
La structure des pyroxènes est celle des plus simples inosilicates, c'est-à-dire un assemblage de chaînes simples de complexes tétraédriques SiO4. De ce fait, le rapport Si/O vaut 1/3, avec une période de chaîne de (SiO3)n. La formule générale d'un pyroxène est par conséquent XY(SiO3)2, où X est un gros cation (Na+, Ca2+, Li+, Mg2+, Fe2+, Mn2+...) et Y un cation de taille moyenne (Mg2+, Fe2+, Mn2+, Fe3+, Al3+, Cr3+, Ti4+...)
Les pyroxènes appartiennent en général au système monoclinique (clinopyroxène), parfois orthorhombique (orthopyroxène), avec une forme cristalline en prismes trapus, caractérisés par deux clivages pratiquement orthogonaux (93° ou 87°).

## Clinopyroxènes ferromagnésiens et calciques

Nomenclature des clinopyroxènes ferromagnésiens et calciques.

- Diopside CaMg(SiO3)2
- Hédenbergite CaFe(SiO3)2
- Pigeonite (Mg,Fe,Ca)2(SiO3)2
- Augite (Ca,Na)(Mg,Fe,Al)[(Si,Al)O3]2

## Clinopyroxènes alcalins
- Aegirine NaFeIIISi2O6
- Jadéite NaAlSi2O6
- Jervisite (Na,Ca,Fe)(Sc,Mg,Fe)Si2O6
- Kosmochlor NaCrSi2O6
- Namansilite NaMn(Si2O6)
- Natalyite Na(V,Cr)Si2O6
- Spodumène LiAlSi2O6

Nomenclature des clinopyroxènes sodiques.

Les intermédiaires entre l'augite et l'aegyrine constituent les augites aegyriniques, ceux entre diopside ou augite et jadéite, les omphacites (ou omphazites) souvent chromifères.

## Orthopyroxènes
Ce sont des minéraux allant de l'enstatite (pôle magnésien) à l'orthoferrosilite (pôle ferreux). La formule chimique générale est (Mg,Fe)2Si2O6.
Dans cette série on trouve l'hypersthène (50 à 70 % de Mg[réf. nécessaire]) et la bronzite (70 à 90 % de Mg[réf. nécessaire]).